# Megaselia lugens
Megaselia lugens är en tvåvingeart som beskrevs av Borgmeier 1962. Megaselia lugens ingår i släktet Megaselia och familjen puckelflugor. Inga underarter finns listade i Catalogue of Life.